# Fathi Baja
 (mars 2021).
Si vous disposez d'ouvrages ou d'articles de référence ou si vous connaissez des sites web de qualité traitant du thème abordé ici, merci de compléter l'article en donnant les références utiles à sa vérifiabilité et en les liant à la section « Notes et références ».
Fathi Baja (arabe : فتحي محمد البعجة) aussi connu sous le nom de Fathi Mohammed Baja, est un universitaire libyen et un membre du Conseil national de transition pendant la révolution libyenne de 2011. Il y représente la ville de Benghazi et est chargé des affaires politiques.

## Biographie
Il a étudié au Maroc, et est titulaire d'un doctorat en sciences politiques, obtenu à l'université Mohammed V. Il a enseigné à l'université de Garyounis. Il a rédigé le manifeste adopté par les dirigeants de la révolte libyenne de 2011, fixant deux objectifs principaux : l'instauration de la démocratie et l'unité nationale. Baja représente la ville de Benghazi au Conseil national et est le membre du conseil chargé des affaires politiques. Dans ce rôle, il a eu des contacts directs avec les dirigeants et les représentants du Groupe de contact en Libye. Il a déclaré que les membres du conseil ont étudié la « débaassification » de l'Irak après la chute de Saddam Hussein en 2003, et les conséquences de la dissolution du bloc soviétique de l'Est à la fin des années 1980 et au début des années 1990, afin d'éviter le désordre et des purges dispensables. Il a également veillé à ménager les rivalités des dirigeants étrangers et à maintenir le caractère démocratique de la transition.

## Sources
- (en) Cet article est partiellement ou en totalité issu de l’article de Wikipédia en anglais intitulé « Fathi Baja » (voir la liste des auteurs).